# 183丁目駅 (IRTジェローム・アベニュー線)
183丁目駅（183ちょうめえき、英: 183rd Street）はニューヨーク市地下鉄IRTジェローム・アベニュー線の駅である。ブロンクス区ユニバーシティ・ハイツとフォーダムに跨がる183丁目とジェローム・アベニューの交差点に位置し、4系統が終日停車する。

## 駅構造
| P ホーム階 | 相対式ホーム、右側ドアが開く | 相対式ホーム、右側ドアが開く |
| P ホーム階 | 北行緩行線                   | ← ウッドローン駅行き（フォーダム・ロード駅）                                                                                        |
| P ホーム階 | 混雑方向急行線               | → 定期列車設定なし |
| P ホーム階 | 南行緩行線                   | → ユーティカ・アベニュー駅行き（バーンサイド・アベニュー駅）→ 深夜帯：ニューロッツ・アベニュー駅行き（バーンサイド・アベニュー駅）→ |
| P ホーム階 | 相対式ホーム、右側ドアが開く | |
| M          | 改札階                       | 改札口、駅員詰所、メトロカード自動販売機                                                                                            |
| G          | 地上階                       | 出入口 |

駅は1917年6月2日のジェローム・アベニュー線149丁目-グランド・コンコース駅 - キングスブリッジ・ロード駅間の開業と共に開業した。相対式ホーム2面と緩行線2線・急行線1線を有した2面3線の高架駅で、急行線は定期旅客列車の設定は無い。
1995年、MTAは地下鉄サービス削減の一環で当駅を他の2,3駅と共に廃止することを検討していた。しかし、結局廃止されることはなく営業を続けている。
駅は2007年3月5日よりジェローム・アベニュー線内5駅の改装を行う5,500万ドルの契約の下でキングスブリッジ・ロード駅と共に改装工事が行われた。なお、残りの3駅（バーンサイド・アベニュー駅・モショル・パークウェイ駅・ベッドフォード・パーク・ブールバード-リーマン・カレッジ駅）はこの2駅よりも先に改装が行われている。この改装工事は予定より8週間程早い5月21日に終了した。

### 出口
改札口はホーム下にあり、南北ホームから階段が接続している。改札口からは西183丁目とジェローム・アベニューの交差点北西・南西および東183丁目とジェローム・アベニューの交差点南東に階段がそれぞれ1つずつ接続している。

## 外部リンク

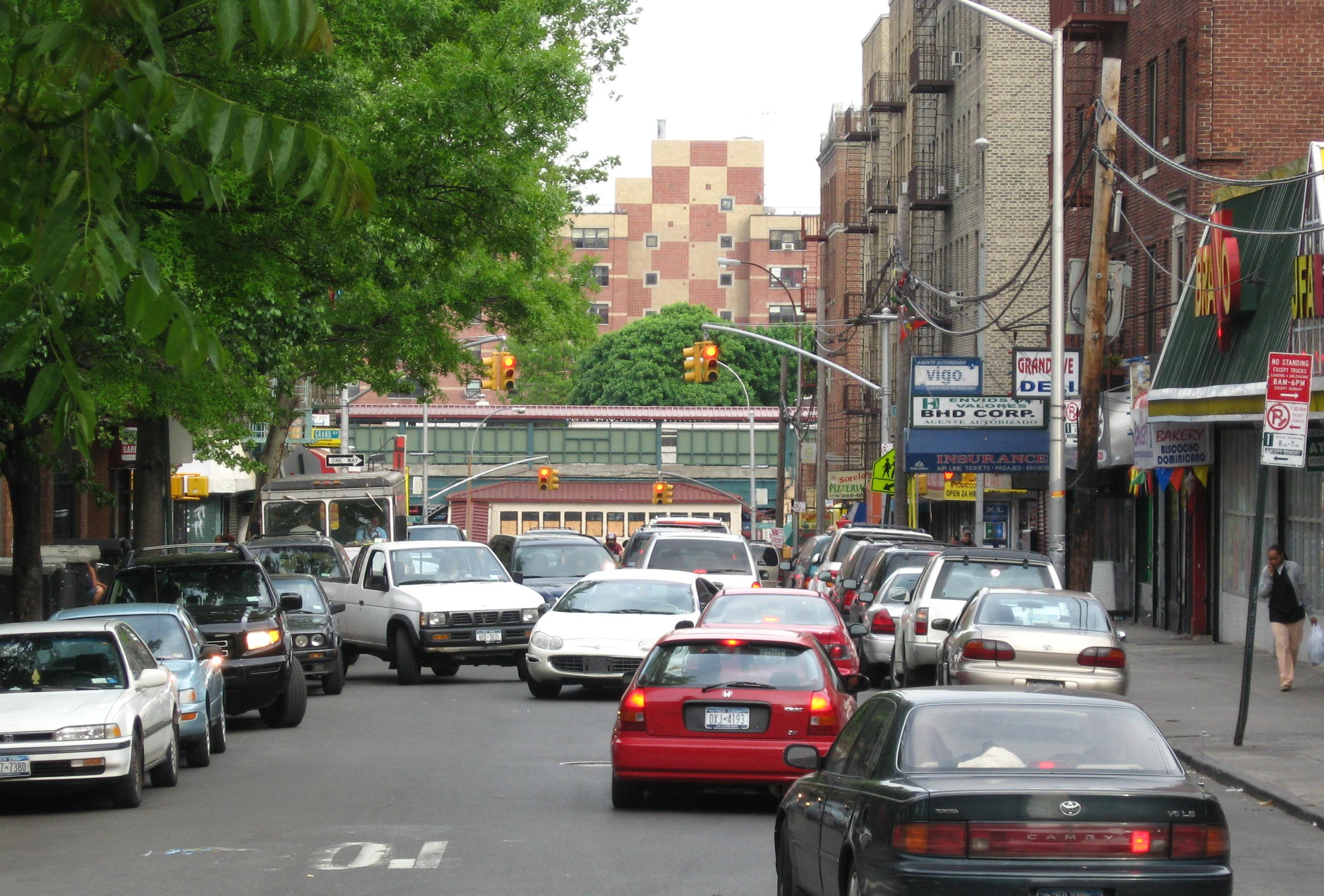
駅から西へ3ブロック離れた場所から駅を望む